# 奧梅利尼克河 (普肖爾河支流)
奧梅利尼克河（烏克蘭語：Омельник），是烏克蘭的河流，位於該國中部，屬於普肖爾河的右支流，發源自韋爾布基西北面，流經波爾塔瓦州，河道全長41公里，流域面積422平方公里。